# Liste der Monuments historiques in Marcenay
Die Liste der Monuments historiques in Marcenay führt die Monuments historiques in der französischen Gemeinde Marcenay auf.

## Liste der Immobilien
| Bezeichnung      | Beschreibung                               | Standort                | Kennzeichnung | Schutzstatus | Datum | Bild           |
| ---------------- | ------------------------------------------ | ----------------------- | ------------- | ------------ | ----- | -------------- |
| Kirche St-Vorles | aus dem 12. Jahrhundert; Westturm von 1778 | Rue du Pont Neuf (Lage) | PA00112520    | Inscrit      | 1925  | weitere Bilder |

## Liste der Objekte
| Bezeichnung                            | Beschreibung                                                    | Standort                       | Kennzeichnung | Schutzstatus | Datum | Bild |
| -------------------------------------- | --------------------------------------------------------------- | ------------------------------ | ------------- | ------------ | ----- | ---- |
| Skulptur Heiliger Verolus von Marcenay | Holz, farbig gefasst und vergoldet, 16. Jahrhundert (?)         | in der Kirche St-Vorles (Lage) | PM21005039    | Inscrit      | 2013  |      |
| Reliquienbüste des heiligen Verolus    | Holz, farbig gefasst, versilbert und vergoldet, bezeichnet 1737 | in der Kirche St-Vorles (Lage) | PM21005040    | Inscrit      | 2013  |      |
| Prozessionsfahne Heiliger Verolus      | Ölfarbe auf Leinwand, 19. Jahrhundert                           | in der Kirche St-Vorles (Lage) | PM21005041    | Inscrit      | 2013  |      |
| Büste Heiliger Guntram                 | Keramik, bemalt, erste Hälfte des 19. Jahrhunderts              | in der Kirche St-Vorles (Lage) | PM21005042    | Inscrit      | 2013  |      |